# Винил (мюзикл)
«Винил» — российский оригинальный мюзикл Евгения Загота и Карины Шебелян, на стихи Валерии Захаровой, лауреат премии «Золотая маска», «Музыкальное сердце театра», номинант премии «Золотой софит», лауреат премии правительства Санкт-Петербурга (2022).

## Сюжет
Москва. 1957 год. Город готовится принять VI Всемирный фестиваль молодёжи и студентов. Наряду с типичными, «серыми» комсомольцами, выступить на концерте-открытии мечтают и представители новой субкультуры – стиляги. Они просто хотят исполнить гостям-иностранцам свою музыку. Но, как говорит комсорг Капитолина, на кону стоит престиж государства, поэтому спецслужбы ведут активную работу по поиску диверсионных групп, в число которых попадают и стиляги. Чтобы разоблачить этих провокаторов, в работу вступает специальный агент. Удастся ли стилягам, столь не похожим на других, исполнить свою мечту и всё же показать миру другую Москву?

### Постановка
Премьера мюзикла состоялась в Красноярском музыкальном театре 26 июня 2018 года и принесла спектаклю первую номинацию на премию «Золотая маска». Успех мюзиклу и театральные награды, вторую номинацию на премию «Золотая маска» принесли постановки его в театре «Театр-Театр» 19 апреля 2019 года в режиссуре Бориса Мильграма, поставленный с использованием всех возможностей новой сцены и 2 марта 2019 Северского музыкального театра в режиссуре Елены Кузиной. Премьера постановки в Санкт-Петербурге прошла 15 октября 2021 года в музыкальном театре им. Шаляпина в режиссуре Сусанны Цирюк. Накануне петербургской премьеры состоялась пресс-конференция с участием директора театра «Мюзик-Холл» Юлия Стрижак, художественного руководителя Фабио Мастранджело, режиссёра-постановщика Сусанны Цирюк. Мюзикл принял участие в рамках VII фестиваля «Видеть музыку».
В 2019 году состоялась онлайн-трансляция на краевом портале «Культура24» мюзикла московским зрителям на сцене театра имени Моссовета и членам жюри национальной театральной премии «Золотая маска». 18 февраля 2024 на сцене Москонцерт Холла в рамках двухдневного фестиваля «Выходные мюзикла» прошла презентация мюзикла «Винил» Красноярского музыкального театра, были представлены «Ария Капитолины», «Девушка-мечта» и «Дуэт на крыше» при участии Евгения Загота.

## Музыкальные номера
- «Мы вам покажем другую Москву» (Жоржи, Бунчи, Ансамбль)
- «Вам здесь не место» (Капитолина)
- «Девушка-мечта» (Жоржи)
- «Кругом враги» (Виола, Жоржи)
- «Квартира коммунальная» (Ясленника, Ансамбль)
- «Пусть ворвётся джаз» (Бунчи, Жоржи, Ясленника, Ансамбль)
- «Гуляет ночь» (Виола)
- «Небо над Москвой» (Жоржи, Виола)
- «Я тебе не враг» (Виола, Полковник)
- «Тише воды ниже травы» (Бунчи, Ансамбль)
- «Соблазнение Виолы» (Полковник, Виола)
- «Лицо власти / Такого не бывает» (Бунчи, Ясленника)
- «Забываю, как надо любить» (Капитолина)
- «Допрос» (Бунчи, Ясленника, дознаватель)
- «Разговор отца и сына» (Полковник, Жоржи)
- «На мосту» (Виола)
- «Пресс-конференция» (Виола, Капитолина)
- «Феерия свободы» (Бунчи, Жоржи, Ясленника, Виола, Ансамбль)
- «Мы есть» (Капитолина, Жоржи, Ясленника, Бучи, Виола, Ансамбль)
- «Эй, стиляга, зажигай» (Капитолина, Жоржи, Ясленника, Бунчи, Виола, Ансамбль)

## Действующие лица и исполнители
- Жоржи, предводитель стиляг, сын Полковника
- Виола, переводчица, дочь репрессированного
- Бунчи, технический гений, стиляга
- Ясленика, медсестра
- Капитолина, комсорг
- Полковник, отец Жоржи
- Майор, дознаватель, капитан, тень, сотрудник, секретарь, матрёшки
- Стиляги, жители коммуналки, прохожие, журналисты, физкультурники, комсомольцы, иностранцы, пионеры

| Персонаж              | Красноярск (2018)                                                               | Северск (2019) | Калининград (2019)                                                                      | Пермь (2019) | Санкт-Петербург (2021) | Хабаровск (2024)                                                    |
| --------------------- | ------------------------------------------------------------------------------- | --- | --------------------------------------------------------------------------------------- | --- | --- | ------------------------------------------------------------------- |
| Жоржи                 | Андрей Луговской, Леонид Забоев                                                 | Антон Завьялов | Михаил Петров, Андрей Круглов                                                           | Марат Мударисов | Роман Дряблов, Иван Васильев | Андрей Кучинский                                                    |
| Виола                 | Дарина Концур                                                                   | Юлия Смирнова | Елена Альфер                                                                            | Анна Сырчикова Екатерина Романова | Ксения Лазаревич, Мария Елизарова | Василиса Серова, Ксения Штребель                                    |
| Бунчи                 | Александр Белопашинцев, Рустам Исанов                                           | Закир Валиев | -                                                                                       | Александр Гончарук | Вадим Рябушкин, Артём Яковлев | Алексей Виноградов, Андрей Кучинский                                |
| Ясленика              | Юлия Погодаева, Татьяна Танких                                                  | Алена Урсаки | Алина Алейник, Юлия Русакова                                                            | Эмилия Веприкова | Евдокия Малевская | Александра Антипинская, Марьяна Виноградова                         |
| Капитолина            | Мария Селивёрстова                                                              | Гульназ Абкадырова | Галина Окунева, Мария Свежинская                                                        | Анна Огорельцева | Мария Елизарова, Анастасия Шведова | Надежда Бобовская, Марьяна Виноградова, Юлия Горенская              |
| Полковник             | Валерий Бурдик, Владислав Питальский                                            | Рамиль Сафиуллин | Антон Арнтгольц, Николай Перлухин                                                       | Илья Линович | Константин Китанин | Денис Желтоухов, Валентин Кравчук                                   |
| Майор, дознаватель    | Александр Каминский, Владимир Петько                                            | Станислав Ганькин | -                                                                                       | Сергей Семериков, Анатолий Смоляков | - | Сергей Буков, Дмитрий Олейник                                       |
| Капитан               | Павел Цапов                                                                     | - | -                                                                                       | - | - | -                                                                   |
| Тень                  | -                                                                               | Николай Капусткин | Василий Бухарин                                                                         | Степан Сопко | - | -                                                                   |
| Сотрудник / Секретарь | Станислав Сикирин                                                               | Ольга Нерадовская | Евгений Макаревич, Олег Синицын                                                         | - | - | -                                                                   |
| Стиляги-девушки       | Наталья Ронская, Елена Терещенко                                                | Елена Зебзеева, Анастасия Любовская, Марина Нечаева, Анастасия Роман, Анна Смирнова, Марина Куракина, Ульяна Рычихина | Анна Когай, Карина Мамаджонова, Виктория Левен, Юлия Саурмилих                          | Валерия Веретенникова, Валерия Медведева, Кристина Мударисова, Алиса Девятова, Арина Сухова, Алёна Главатских, Ангелина Шахова, Ольга Иванова, Валерия Камаева | Анастасия Азеева-Шведова, Алина Атласова, Карина Воробьёва, Елена Каяджи, Дарья Кожина, Дарьяна Коровашкова, Вероника Ломако, Мария Решавская, Анастасия Телюпа, Наталья Черний, Елена Глекель, Наталия Чупрынина | Дарья Чойнжинова, Алена Скороход, Екатерина Боженко, Диана Смирнова |
| Стиляги               | Михаил Дубовцев, Андрей Иванов, Алексей Казанцев, Константин Куртыш, Иван Сосин | Андрей Панкрашкин, Иван Бузаков, Дмитрий Батюров, Михаил Зебзеев, Алексей Куксёнок, Дмитрий Любовский, Артем Мерш     | Илья Рихтер, Роберт Левен, Антон Топорков, Алина Наут, Павел Редозубов, Роман Климченко | Даниил Ахматов, Валерий Борисов, Сергей Максунов, Александр Качусов, Владимир Котляревский, Евгений Филькин, Александр Харченко, Михаил Хохряков, Илья Курицын | Михаил Глекель, Андрей Карх, Алекс Кейтвин, Дмитрий Кочкин, Валентин Князев, Сергей Ленков, Андрей Михеев, Никита Петросян, Илья Русь, Николай Солдаткин, Илья Троянский, Максим Казаков                          | Павел Рябинин                                                       |

Постановки мюзикла в разных театрах имели существенную разницу во второстепенных и ансамблевых персонажах. В Хабаровской версии полковника переименовали в ректора, ансамбль представлен Стилягами, Иностранцами и Советскими гражданами. В Красноярском музыкальном театре есть персонажи Майор, дознаватель; Капитан; Сотрудник; а также Жители коммуналки, прохожие, журналисты; Физкультурники, комсомольцы; Физкультурники, иностранцы, стиляги, жители коммуналки; Пионеры, которых играют учащиеся Красноярского хореографического колледжа. В версии Северского музыкального театра, а также Калининградского областного музыкального театра и Театр-Театра вместо капитана появляется персонаж Тень и Дознаватель. В версии театра Северска и Калининграда есть персонаж Секретарь; Комсомольцы; Жители коммунальной квартиры; Сотрудники особого отдела; Иностранцы; Корреспонденты; Жители Москвы. У первого театра Пионеры представлены воспитанниками вокально-театральной студии «Начало», у второго театра один пионер Данила Альфер на сцене, есть Сотрудники комитета, Комсомольцы и Жители Москвы. В Театре-Театре присутствуют Дознаватель; Тень; Иностранцы; Матрешки; Сотрудники особого комитета; Стиляги; Комсомольцы; Гимнастки; Танкисты; Десантники; Горожане; Стюардессы; Мороженщицы. Балет и ансамбль присутствует на большой сцене Музыкального театра им. Ф. И. Шаляпина (театр «Мюзик-Холл»).
В Северском музыкальном театре принимает участие Джаз-бэнд: Саксофон — Николай Новиков; контрабас — Максим Васильев; Ударные — Александр Калушевич. Музыка в Театре-Театре исполнняется оркестром Пермского академического Театра-Театра. В музыкальном театре им. Ф. И. Шаляпина ВИА играет в составе: клавишные — Евгения Немцева, Лев Шишкин; бас-гитара — Станислав Сафонов, Дмитрий Солдатов, Андрей Шафоростов; ритм-гитара — Сергей Белоусов, Роман Май; ударные — Михаил Поздеев, Константин Смирнов, Александр Филиппов; саксофон — Алексей Стрелко, Дмитрий Жекалов.

### Постановочная команда
- Композитор — Евгений Загот
- Автор идеи — Ольга Исупова-Долинская
- Автор стихов — Валерия Захарова
- Либретто / Автор пьесы — Карина Шебелян
- Красноярский музыкальный театр (26 июня 2018 года)[26]
  - Режиссёр-постановщик — Николай Покотыло[27]
  - Дирижёр-постановщики — Валерий Шелепов
  - Художник-постановщик — Юрий Наместников
  - Хореограф-постановщик — Марина Суконцева
  - Хормейстер-постановщик — Лариса Сивых
- Северский музыкальный театр (2 марта 2019 года)[28]
  - Режиссёр-постановщик — Елена  Кузина
  - Дирижёры-постановщики — Ольга Алёшина, Вячеслав Губанов
  - Художник-постановщик — Иван Мальгин
  - Хореограф-постановщик — Наталья Володькина
  - Хормейстер-постановщик — Лилия Баринова
  - Художник по свету — Наталия Гара
  - Художники по костюмам — Иван Мальгин, Елена Чиркова
  - Видеомеппинг — Дмитрий Юпатов
- Калининградский областной музыкальный театр (8 марта 2019 года)[29]
  - Режиссёр-постановщик — Сергей Егоров
  - Хореограф-постановщик — Оксана Холева
  - Художник /Сценография — Сергей Егоров
  - Художник по свету — Александр Редкозубов
  - Звук — Дмитрий Марчак
  - Помощники режиссера — Инга Генцелева
  - Концертмейстер — Инна Шварц, Надия Трегулова
- Пермский Театр-Театр (19 апреля 2019 года)[30]
  - Режиссёр-постановщик — Борис Мильграм[31]
  - Хореограф-постановщик — Егор Дружинин[32]
  - Музыкальный руководитель и дирижёр — Татьяна Виноградова
  - Художник /Сценография — Виктор Шилькрот[33][34]
  - Художник по костюмам — Ирэна Белоусова[35]
  - Художник по свету — Евгений Виноградов
  - Педагог по вокалу — Ольга Тихомирова
  - Хормейстер — Владимир Никитенков
  - Хореограф-ассистент — Дмитрий Масленников
  - Помощники режиссера — Галина Самозванцева, Татьяна Чиганцева
- Санкт-Петербургский «Мюзик-Холл» (15 октября 2021 года)[36]
  - Музыкальный руководитель — Фабио Мастранджело
  - Режиссёр-постановщик — Сусанна Цирюк
  - Художник-постановщик — Алексей Тарасов
  - Художник по костюмам — Татьяна Королева
  - Музыкальный супервайзер — Александра Чопик
  - Хореограф — Антон Дорофеев
- Театр «Забайкальские Узоры» (7 октября 2023 года)[37][38]
  - Режиссёр-постановщик — Борис Малевский
  - Второй режиссер — Валерия Малевская
  - Хореограф-постановщик — Сергей Худяков
  - Художник по свету — Иван Пищев
  - Художник-видеограф — Игорь Домашкевич
- Хабаровский краевой музыкальный театр (20 апреля 2024 года)[39]
  - Режиссёр-постановщик — Дмитрий Отяковский[40][41]
  - Музыкальный руководитель и дирижер — Руслан Антипинский
  - Хореограф-постановщик — Андрей Крылов
  - Хормейстеры — Виктория Дегтярева, Александра Степаненко
  - Сценография и костюмы — Ирина Сид
  - Ассистент режиссёра — Анастасия Русанова
  - Художник по свету — Денис Солнцев
  - Ассистенты балетмейстера — Армен Авдалян, Анна Крапивина
  - Ответственный концертмейстер — Марина Кишко
  - Концертмейстеры — Елена Пивченко, Александр Рыбков, Ольга Черникова
  - Помощники режиссера — Ирина Доркина, Наталья Калемина

## Награды и номинации
Постановка Красноярского музыкального театра была номинирована за сезон 2018-2019 гг. в 2019 году на премию «Золотая маска» в шести номинациях: «Лучший мюзикл», «Лучшая работа дирижёра», «Лучшая работа режиссёра», «Лучшая мужская роль», «Работа композитора в музыкальном театре», «Работа художника по костюмам в музыкальном театре», одержав победу за работу дирижёра.
Постановка Северского музыкального театра в 2019 году выиграла призы Межрегионального конкурса-фестиваля «Кузбасс-fest: театр здесь!» в четырех номинациях: «Лучший спектакль», «Лучшая мужская роль второго плана»; «Лучшая женская роль»; «Лучшая работа художника». Призы XIV Областного театрального фестиваля «Маска» в двух номинациях: «Актерский дуэт»; «Актерский дебют». На Национальном фестивале и премии «Музыкальное сердце театра»-2021 за «Лучшая музыка» – победу одержал композитор Евгений Загот.
Пермский спектакль был номинирован за сезон 2018-2019 гг. в 2020 году на премию «Золотая маска» в шести номинациях, выиграв в пяти: «Лучший мюзикл», «Лучшая работа дирижёра», «Лучшая мужская роль», «Лучшая мужская роль», «Лучшая роль второго плана», уступив за «Лучшая работа режиссёра». Борис Мильграм – номинант «Строгановской премии»-2021 «За высокие достижения в сфере культуры и искусства», в том числе за высокие достижения в области музыкального театра и постановку мюзикла «Винил».

### Оригинальная красноярская постановка
| Год  | Награда         | Категория                                         | Номинант                        | Результат |
| ---- | --------------- | ------------------------------------------------- | ------------------------------- | --------- |
| 2019 | «Золотая маска» | Лучший мюзикл                                     | Лучший мюзикл                   | Номинация |
| 2019 | «Золотая маска» | Лучшая работа дирижёра в мюзикле                  | Валерий Шелепов                 | Победа    |
| 2019 | «Золотая маска» | Лучшая женская роль в мюзикле                     | Мария Селиверстова (Капитолина) | Номинация |
| 2019 | «Золотая маска» | Работа композитора в музыкальном театре           | Евгений Загот                   | Номинация |
| 2019 | «Золотая маска» | Лучшая режиссура мюзикла                          | Николай Покотыло                | Номинация |
| 2019 | «Золотая маска» | Работа художника по костюмам в музыкальном театре | Юрий Наместников                | Номинация |

### Оригинальная северская постановка
| Год  | Награда                     | Категория                           | Номинант                                                 | Результат |
| ---- | --------------------------- | ----------------------------------- | -------------------------------------------------------- | --------- |
| 2019 | Кузбасс-fest: театр здесь!  | Лучший мюзикл                       | Лучший мюзикл                                            | Победа    |
| 2019 | Кузбасс-fest: театр здесь!  | Лучшая работа художника             | Иван Мальгин, Елена Чиркова                              | Победа    |
| 2019 | Кузбасс-fest: театр здесь!  | Лучшая женская роль                 | Юлия Смирнова (Виола)                                    | Победа    |
| 2019 | Кузбасс-fest: театр здесь!  | Лучшая мужская роль второго плана   | Закир Валиев (Бунчи)                                     | Победа    |
| 2019 | Премия фестиваля «Маска»    | Актерский дуэт                      | Антон Завьялов и Гульназ Абкадырова (Жоржи и Капитолина) | Победа    |
| 2019 | Премия фестиваля «Маска»    | Актерский дебют                     | Юлия Смирнова (Виола)                                    | Победа    |
| 2021 | «Музыкальное сердце театра» | Лучшая пьеса (автор/перевод)        | Карина Шебелян                                           | Номинация |
| 2021 | «Музыкальное сердце театра» | Лучшая музыка (композитор)          | Евгений Загот                                            | Победа    |
| 2021 | «Музыкальное сердце театра» | Лучшая исполнительница главной роли | Юлия Смирнова (Виола)                                    | Номинация |
| 2021 | «Музыкальное сердце театра» | Лучший исполнитель главной роли     | Антон Завьялов (Жоржи)                                   | Номинация |

### Оригинальная пермская постановка
| Год  | Награда                | Категория                                          | Номинант                      | Результат |
| ---- | ---------------------- | -------------------------------------------------- | ----------------------------- | --------- |
| 2020 | «Золотая маска»        | Лучший мюзикл                                      | Лучший мюзикл                 | Победа    |
| 2020 | «Золотая маска»        | Лучшая работа дирижёра в мюзикле                   | Татьяна Виноградова           | Победа    |
| 2020 | «Золотая маска»        | Лучшая женская роль в мюзикле                      | Анна Огорельцева (Капитолина) | Победа    |
| 2020 | «Золотая маска»        | Лучшая мужская роль в мюзикле                      | Марат Мударисов (Жоржи)       | Победа    |
| 2020 | «Золотая маска»        | Лучшая роль второго плана в мюзикле                | Илья Линович (Полковник)      | Победа    |
| 2020 | «Золотая маска»        | Лучшая роль второго плана в мюзикле                | Александр Гончарук (Бунчи)    | Номинация |
| 2020 | «Золотая маска»        | Лучшая режиссура мюзикла                           | Борис Мильграм                | Номинация |
| 2020 | «Золотая маска»        | Работа художника по костюмам в музыкальном театре  | Ирэна Белоусова               | Номинация |
| 2020 | «Золотая маска»        | Работа художника по свету в музыкальном театре     | Евгений Виноградов            | Номинация |
| 2021 | «Строгановская премия» | За высокие достижения в сфере культуры и искусства | Борис Мильграм                | Победа    |

### Оригинальная петербургская постановка
| Год  | Награда         | Категория     | Номинант      | Результат |
| ---- | --------------- | ------------- | ------------- | --------- |
| 2022 | «Золотой софит» | Лучший мюзикл | Лучший мюзикл | Номинация |

## Критика
Спектакль в Перми на Афиша имеет рейтинг 9.7 и два положительных отзыва.
Спектакль в Санкт-Петербурге на Яндекс имеет рейтинг 8.2, 124 оценки и 63 отзыва, из них 13 отрицательных. Спектакль в Санкт-Петербурге на Афиша имеет рейтинг 7.5, три положительных и один отрицательный отзыв.
Рецензенты и театральные критики разделились во мнении, отметив негативные и положительные стороны сюжета и постановки. «Петербургский театральный журнал» отметил, что к данному жанру и мюзиклу интерес у зрителя «в эмоциях и ассоциациях. В объеме представлений о возможностях жанра, начиная с соло одинокого саксофона в прологе и закачивая упоительным рок-н-роллом в финале», а Театр To Go дополняет «когда человек по-настоящему свободен, то он любит, прощает, творит и просто живёт в полную силу. Именно эта энергия свободы стиляг заряжает и вдохновляет зрителей всех возрастов, оставляя на их лицах улыбки». Корреспондент «Московского комсомольца» охарактеризовала сюжет мюзикла как «победа либеральных ценностей над российским тоталитаризмом в эпоху «холодной войны». Очень актуальная тема в контексте сегодняшних реалий», а портал Musecube назвал: «Рок-н-ролльное фэнтези «Винил» — это путешествие по выдуманной советской стране, местами забавной и невероятно цветной, в чем-то сказочной и нелепой». Рецензент «Около» отметила, как «Созданное пространство грамотно используется создателями: помимо поочередного протекания действий на первом и втором этажах, в ряде сцен они задействованы одновременно, что придает происходящему дополнительный драматизм» и «это единство иронично и творчески переработанного социалистического реализма и художественной формы на основе зажигательного твиста, страстного джаза, рок-н-ролла с акробатическими этюдами подбрасываемых в воздух девушек, выразительных и темпераментных вокальных партий с многоголосием».
«Автора стихов Валерию Захарову вдохновил музыкальный ансамбль — группа «Браво». Тексты песен в спектакле рассказывают о наивной молодости, о вере в добро и любовь. Строки главного дуэта «По мостовым всех городов тихо бродит любовь» буквально въедаются в память и могут стать таким же символом «Винила», как песня Ассоль «Я построю маяк до неба» для «Алых парусов» Театра-Театра». Рецензент газеты «Культура» отметил костюмы: «герои одеты настолько стильно, что порой кажется, что перед зрителем ретро-дефиле от Сен-Лорана (стиляги) или Хьюго Босса (люди в черном)». Корреспондент журнала «Ревизор» отличает музыку: «Мелодичная, запоминающаяся музыка, где есть и умная игра со стилем, и джазовая чувственность, и искусно вплетенные и переосмысленные мелодии популярных шлягеров, интересна и постановщикам, и артистам: в разноплановых ариях и дуэтах, эффектных ансамблях можно отлично проявить себя». Рецензент «Театр To Go» отметила, как «на сцене разворачивается динамичная и кинематографичная картина о поиске и принятии настоящего себя», рецензент «Пять углов» о том, что «стоит отдать должное декораторам: атмосфера вокруг действительно нагнетает, ты словно сам находишься в заточении, из которого никак не можешь выбраться», корреспондент «ClassicalMusicNews» нашёл, что «весьма корявые стихи Валерия Захарова, плоский юмор постоянно оставляют ощущение неловкости».